# Colonia 25 de Abril
Colonia 25 de Abril är en ort i Mexiko.   Den ligger i kommunen Ziracuaretiro och delstaten Michoacán de Ocampo, i den södra delen av landet, 290 km väster om huvudstaden Mexico City. Colonia 25 de Abril ligger 1 340 meter över havet och antalet invånare är 257.
Terrängen runt Colonia 25 de Abril är lite bergig. Runt Colonia 25 de Abril är det ganska tätbefolkat, med 78 invånare per kvadratkilometer. Närmaste större samhälle är Uruapan, 15,9 km väster om Colonia 25 de Abril. I omgivningarna runt Colonia 25 de Abril växer huvudsakligen savannskog.